# Perizoma carnata
Perizoma carnata là một loài bướm đêm trong họ Geometridae.